# The Roost
The Roost − niezależny amerykański film grozy z 2005 roku, napisany, wyreżyserowany i zmontowany przez Ti Westa. Jest to pierwszy pełnometrażowy projekt Westa. Obraz prezentowano podczas festiwali filmowych w Stanach Zjednoczonych, Kanadzie, Wielkiej Brytanii, Hiszpanii, Argentynie, Belgii, Holandii i we Włoszech.

## Fabuła
Krwiożercze, agresywne nietoperze oraz ich ofiary − ludzie przemienieni w zombie − terroryzują czwórkę nastolatków na tajemniczej farmie.

## Obsada
- Tom Noonan − mieszkaniec zamczyska
- Wil Horneff − Elliot
- Vanessa Horneff − Allison
- Karl Jacob − Trevor
- Sean Reid − Brian
- Barbara Wilhide − May
- Richard Little − Elvin
- John Speredakos − oficer Mitchell
- Larry Fessenden − kierowca holownika
- Ti West − profesor (rola głosowa)

## Produkcja
Film powstał nakładem minimalnego budżetu w październiku 2003 roku. Zdjęcia kręcono w stanach Pensylwania i Delaware, w miejscowościach Kennett Square, Rehoboth Beach i Wilmington; materiał powstawał na taśmie filmowej 16 mm.

## Opinie
Film zebrał pozytywne recenzje krytyki. Serwis internetowy bloody-disgusting.com uwzględnił The Roost w notowaniu dziesięciu najlepszych horrorów roku 2005. Według dziennikarza The Los Angeles Times, film pełen jest „autentycznego strachu oraz niepokojących efektów specjalnych”. New York Times okrzyknął projekt „minimalistycznym, pełnym ambicji i naturalnym”. Redaktorzy magazynu Fangoria porównali film Westa do wczesnych dzieł George’a A. Romero oraz Sama Raimi.

## Nagrody i wyróżnienia
- 2006, Fangoria Chainsaw Awards:
  - nominacja do nagrody Chainsaw w kategorii Best with Less (uhonorowany: Ti West)